# サイトウリョースケ
サイトウ リョースケ（1989年〈平成元年〉12月1日 - ）は、日本の音楽プロデューサー、ギタリスト、作曲家、編曲家。

## 提供・参加作品

### ア行
- アイドルカレッジ
  - 「えいえいおー！」（作曲・編曲）

- アイドルマスター シャイニーカラーズ
  - 「一閃は君が導く」（編曲）

- 朝倉未来
  - 「空模様」（MARIA名義にて楽曲制作に参加）

- 足立佳奈
  - 「Little flower」（ギター）
  - 「WE CAN!」（ギター）

- 雨宮天
  - 「チョ・イ・ス」（ギター）

- Dream Ami
  - 「マジックタイム」（ギター）

- ayaka.
  - 「またね」（編曲）

- あんさんぶるスターズ!
  - 「ずっと そばで…」（ギター）

- 石原夏織
  - 「Water Front」（ギター）

- 浦田直也
  - 「until we meet again」（MARIA名義にて楽曲制作に参加）

- AKB48
  - 「サヨナラで終わるわけじゃない」（ギター）

- SKE48
  - 「オレトク」（編曲）
  - 「凍える前に」（ギター）

- HKT48
  - 「私はブルーベリーパイ」（ギター）

- STU48
  - 「誰かがいつか 好きと言ってくれる日まで」（ギター）

- NMB48
  - 「なぜ、僕は立ち上がるのか？／Team M」（作曲・編曲）

- 内田雄馬
  - 「Looook UP!!!」（ギター）

- X4
  - 「薬指」（作曲・編曲）

- エラバレシ
  - 「Is this Love?片思い」（ギター）

- lol-エルオーエル-
  - 「BURN」（作曲・編曲）

- 小野大輔
  - 「cell"D"funky alien」（編曲）

### カ行
- KAT-TUN
  - 「CRYSTAL MOMENT」（ギター）

- King & Prince
  - 「Focus」（ギター）

- けーすけ&んだほ
  - 「黄援唄」（ギター）

- 小玉ひかり
  - 「アイリス」（編曲・ギター）
  - 「LOVEとPEACE」(ギター)

- こんどうようぢ
  - 「ぐるぐるんセカイ」（ギター）
  - 「カルナバル」（作曲・編曲）
  - 「東京は夜の７時」（編曲）

### サ行
- サッポロ Snow♥Loveits
  - 「KIMIへスタート!」（ギター）

- THE BINARY
  - 「ズルくてすごい」（編曲）

- 三代目J Soul Brothers from EXILE TRIBE
  - 「C.O.S.M.O.S. 〜秋桜〜」（作曲）

- じぇにー。
  - 「カサブランカ」（ギター）
  - 「Silver」（ギター）
  - 「桜恋」（ギター）

- GEM
  - 「EMERGE!!」（ギター）

- GFRIEND
  - 「beautiful」（ギター）

- 私立恵比寿中学
  - 「ぐらりぐら想い」（ギター）

- Snow Man
  - 「HELLO HELLO」（作曲・編曲）
※ラウール主演 映画『ハニーレモンソーダ』主題歌
  - 「P.M.G. (深澤辰哉 / 向井康二 / 宮舘涼太)」（作曲・編曲）
  - 「キッタキッテナイ」 （作曲・編曲）

- ソナーポケット
  - 「拝啓、元恋人」 （ギター）
  - 「もう直接言うことはできないから、こうして歌にして届けようとしている。」（ギター）

- SOLIDEMO
  - 「#シェアハピ」（作曲・編曲・ギター）

### タ行
- TABARU
  - 「タバルほおばる」（ギター）

- Da-iCE
  - 「スターマイン」（作曲・編曲）
※日本テレビ系「スッキリ」10月度エンディングテーマ
※日本テレビ系「それって!?実際どうなの課」10月度エンディングテーマ

- チャン・グンソク
  - 「For you 〜僕が頑張れる理由〜」（作曲・編曲）

- 超新星
  - 「YOU」（ギター）

- 超ときめき♡宣伝部
  - 「ジャンケンポン」（ギター）
  - 「夢がとまらない!」（共作曲・編曲）

- 10神 Actor
  - 「夏のせいじゃない」（作曲・ギター）

- ミュージカル『刀剣乱舞』
  - 「言の花」（作曲・編曲）
  - 「SUPER DUPER DAY」（作曲・編曲）
  - 「抱きしめて、雨」（編曲）

### ナ行
- 乃木坂46
  - 「命は美しい」（ギター）
  - 「環状六号線」（作曲・編曲）
  - 「空扉」（ギター）

### ハ行
- 日向坂46
  - 「JOYFUL LOVE」（ギター）

- PinkySpice
  - 「キミのせい」（作曲・編曲）

- FUKUOKA はかたみにょん★
  - 「アイ♡ウォンチュー」（ギター）

- FRUITS ZIPPER
  - 「完璧主義で☆」（作曲・編曲）

- BUZZ-ER.
  - 「ヘルプミー！」（作曲・編曲）

### マ行
- 松村龍之介
  - 「栞」（ギター）

- MARiA
  - 「ガラスの鐘」（ギター)

- みきまりあ
  - 「センチメンタルセブンティーン」（ギター）
  - 「パンダのうた」（ギター）

- 宮野真守
  - 「恋されガール」（作曲・編曲）

### ヤ行
- ユナク&ソンジェ from 超新星
  - 「Dancin’」（ギター）

- 横山だいすけ
  - 「Sunshine」（ギター）
※日本テレビ系『ぶらり途中下車の旅』テーマソング

### ラ行
- ラブライブ!サンシャイン!!
  - 「ユメ+ミライ＝無限大」（作曲・編曲）

- ラブライブ!虹ヶ咲学園スクールアイドル同好会
  - 「MELODY」（作曲・編曲・ギター）
  - 「Sing&Smile!!」（ギター）
  - 「Beautiful Moonlight」（ギター）
  - 「Margaret」（ギター）
  - 「Maze Town」（作曲・編曲）
  - 「楽しいの天才」（ギター）
  - 「サイコーハート」（ギター）
  - 「Dream with You」（ギター）
  - 「Diabolic mulier」（編曲）

- Rigel
  - 「花言葉」（ギター）

- Little Glee Monster
  - 「STARTING OVER」（ギター）

### ワ行
- わーすた
  - 「いぬねこ。青春真っ盛り」（作曲・ギター）
  - 「完全なるアイドル」（ギター）
  - 「うるとらみらくるくるふぁいなるアルティメットチョコびーむ」（ギター）
  - 「ゆうめいに、にゃりたい。」（ギター）
  - 「グーチョキパンツの正義さん」（作曲・編曲）
※メ〜テレ・テレビ朝日系アニメ『ヘボット!』エンディング
  - 「GOGO!プリパライフ」(編曲）
  - 「ハロハロフレンズ」（編曲）
  - 「約束だから」（編曲）
  - 「好きな人とか居ますか」（作曲・ギター）
  - 「らんらん・時代」（作曲・ギター）
  - 「にこにこハンブンコ」（ギター）
  - 「ちいさな ちいさな」（作曲・ギター）
  - 「恋するにゃこたん 〜フリもフラレもあなたのまま〜」（編曲）
  - 「ねぇ愛してみて」（ギター）
  - 「誰も悪くない」（ギター）